# Rock the Cosmos Tour
A Rock The Cosmos Tour a Queen + Paul Rodgers formáció 2008. szeptember 1-jén megjelent The Cosmos Rocks albumát népszerűsítő koncertturné. A turné tervezett befejezése 2009 közepén lett volna, de több fellépés (köztük az észak-amerikai is elmaradt, ugyanis 2009 márciusában az együttes felbomlott.
A turné 2008. szeptember 12-én indult Ukrajnában, Harkiv városában. A koncertet a város főterén, a Szabadság téren adták, és mintegy 350 ezer néző előtt játszottak. Mivel jelenleg Európán belül Ukrajnában a legmagasabb az AIDS betegek aránya a lakossághoz képest, ezért mind a három tag szerint fontos volt, hogy itt legyen a kezdő állomása a koncertsorozatnak. A koncerttel a Freddie Mercury emlékére alapított Mercury Phoenix Trust és az ukrán Elena Franchuk ANTIAIDS Foundation (a név magyar átírása: Jelena Francsuk) AIDS ellenes szervezeteket támogatták. Felmérések szerint szerte Ukrajnában több mint 10 millióan nézték televízión keresztül az előadást, és rögtön az esemény után Ukrajna legnagyobb zenei eseményének nevezték.

## Fellépő zenészek
- Paul Rodgers - ének, gitár, zongora
- Brian May - ének, gitár
- Roger Taylor - ének, dob
- Spike Edney - billentyűsök, háttérvokál
- Jamie Moses - gitár, háttérvokál
- Danny Miranda - basszusgitár, akusztikus gitár, háttérvokál

## A turné
| Dátum                                        | Város             | Ország                  | Helyszín                   |
| -------------------------------------------- | ----------------- | ----------------------- | -------------------------- |
| Európa                                       |                   |                         |                            |
| 2008. szeptember 12.                         | Harkiv            | Ukrajna                 | Szabadság tér              |
| 2008. szeptember 15.                         | Moszkva           | Oroszország             | Olympic Sports Complex     |
| 2008. szeptember 16.                         | Moszkva           | Oroszország             | Olympic Sports Complex     |
| 2008. szeptember 19.                         | Riga              | Lettország              | Arena                      |
| 2008. szeptember 21.                         | Berlin            | Németország             | Velodrom                   |
| 2008. szeptember 23.                         | Antwerpen         | Belgium                 | Sportpaleis                |
| 2008. szeptember 24.                         | Párizs            | Franciaország           | Palais Omnisports de Bercy |
| 2008. szeptember 26.                         | Róma              | Olaszország             | Palalottomatica            |
| 2008. szeptember 28.                         | Milánó            | Olaszország             | Datch Forum                |
| 2008. szeptember 29.                         | Zürich            | Svájc                   | Hallenstadion              |
| 2008. október 1.                             | München           | Németország             | Olympahalle                |
| 2008. október 2.                             | Mannheim          | Németország             | SAP Arena                  |
| 2008. október 4.                             | Hannover          | Németország             | TUI Arena                  |
| 2008. október 5.                             | Hamburg           | Németország             | Color Line Arena           |
| 2008. október 7.                             | Rotterdam         | Hollandia               | Ahoy                       |
| 2008. október 8.                             | Luxembourg        | Luxemburg               | Rockhal                    |
| 2008. október 10.                            | Nottingham        | Anglia                  | Arena                      |
| 2008. október 11.                            | Glasgow           | Skócia                  | SECC                       |
| 2008. október 13.                            | London            | Anglia                  | O2 Aréna                   |
| 2008. október 14.                            | Cardiff           | Wales                   | Arena                      |
| 2008. október 16.                            | Birmingham        | Anglia                  | NIA                        |
| 2008. október 18.                            | Liverpool         | Anglia                  | Echo Arena                 |
| 2008. október 19.                            | Sheffield         | Anglia                  | Arena                      |
| 2008. október 22.                            | Barcelona         | Spanyolország           | Palau Sant Jordi           |
| 2008. október 24.                            | Murcia            | Spanyolország           | Estadio Municipal          |
| 2008. október 25.                            | Madrid            | Spanyolország           | Palacio de Deportes        |
| 2008. október 28.                            | Budapest          | Magyarország            | Papp László Sportaréna     |
| 2008. október 29.                            | Belgrád           | Szerbia                 | Arena                      |
| 2008. október 31.                            | Prága             | Csehország              | O2 Aréna                   |
| 2008. november 1.                            | Bécs              | Ausztria                | Wiener Stadthalle          |
| 2008. november 4.                            | Newcastle         | Anglia                  | Arena                      |
| 2008. november 5.                            | Manchester        | Anglia                  | MEN Arena                  |
| 2008. november 7.                            | London            | Anglia                  | O2 Aréna                   |
| 2008. november 8.                            | London            | Anglia                  | Wembley Arena              |
| Európán kívüli dátumok                       |                   |                         |                            |
| 2008. november 14.                           | Dubaj             | Egyesült Arab Emírségek | Racecourse                 |
| 2008. november 19.                           | Santiago de Chile | Chile                   | Estadio Nacional           |
| Egyelőre bizonytalan, Európán kívüli dátumok |                   |                         |                            |
| 2008. november 21.                           | Buenos Aires      | Argentína               | Estadio Velez Sarsfield    |
| 2008. november 22.                           | Buenos Aires      | Argentína               | Estadio Velez Sarsfield    |
| 2008. november 23.                           | Buenos Aires      | Argentína               | Estadio Velez Sarsfield    |
| 2008. november ??                            | Sao Paulo         | Brazília                | ???                        |
| 2008. november 30.                           | Rio de Janeiro    | Brazília                | Copacabana                 |

## Aktuális setlist
Forrás:
1. Intro (Cosmos Rockin')
2. Tie Your Mother Down
3. Another One Bites The Dust
4. I Want It All
5. I Want To Break Free
6. C-lebrity
7. Surf's Up … School's Out!
8. Seagull
9. Love Of My Life
10. '39
11. Basszus szóló
12. Dobszóló
13. I'm In Love With My Car
14. A Kind Of Magic
15. Say It's Not True
16. Bad Company
17. We Believe
18. Gitárszóló
19. Bijou
20. Last Horizon
21. Radio Ga Ga
22. Crazy Little Thing Called Love
23. The Show Must Go On
24. Bohemian Rhapsody
25. Cosmos Rockin'
26. All Right Now
27. We Will Rock You
28. We Are The Champions
29. God Save The Queen

## A koncert
A koncert az új album címadó dalának egyik mixével kezdődött, majd az 1986-os Magic turnéjáról jól ismert One Vision című dal első hangjai szólaltak fel, bár a dalt nem játszották végig, csupán az első 3 versszakot játszották le. A Tie Your Mother Down is hasonló csonkításban szerepelt a programban. Paul előadott egy szólódalt Seagull címmel, ami után Brian vette át a B-színpadot a Love Of My Life című dallal. Ezután következett a '39 című dal, amely az eddigiekkel ellentétben most az egész együttes részt vett az előadásban, nem csak Brian által lett előadva, ilyen formában ezt a dalt nem adták elő 1979 óta. Ezután Jamie Moses és Roger Taylor közös basszusszólója következett, aminek akkordjai között felcsendült az Under Pressure és az Another One Bites The Dust című dal is. Egy masszív, öt perces dobszóló után Roger előadta a koncertkedvenc I'm In Love With My Car című dalt. Ezután Paul került az előtérbe, három dal erejéig, majd Brian került újra a központba egy 3 perces gitárszólóval, és az 1991-es Bijou-val, amit idáig nem adtak elő sehol élőben. A képernyőkön Freddie Mercury-t láthattuk és hallhattuk. Ugyanezen a koncerten hallhattuk másodszor élőben a C-lebrity, és először a Cosmos Rockin' című dalt. Az együttes a szokásához híven fejezte be a koncertet, és a brit himnuszra hagyták el a színpadot.